# Dente di Coca
Il Dente di Coca è una montagna delle Alpi Orobie alta 2.924 m s.l.m.
Il Dente di Coca si trova lungo lo spartiacque che divide la Val Seriana dalla Valtellina, ed è situato lungo la dorsale che collega il Pizzo Coca al Passo di Coca.

## Ascensione alla vetta

### Via normale
È raggiungibile dal lato sud (cioè dalla provincia di Bergamo) con un percorso di tipo alpinistico. Da Valbondione si imbocca il sentiero che porta al Rifugio Coca, quindi si prosegue per il canale nord verso il lago di Coca. Si costeggia il laghetto sul lato est e si segue il sentiero 302 in direzione del Passo di Coca. Arrivati al passo si prosegue in direzione est lungo il sentiero che percorre la cresta fino a raggiungere l'ultimo salto, che prevede una arrampicata piuttosto ripida, e la cui discesa è da affrontare in corda doppia.

### Altre vie
Esistono altre vie di salita, tutte più o meno vetuste ma di bassa difficoltà, localizzate principalmente sui versanti Ovest e Sud Ovest; sono caratterizzate da una roccia quasi sempre friabile, tranne che nei tratti più ripidi, dove la roccia è più salda.
Sulla parete nord si sviluppa una sola via, aperta dai fratelli Longo nei primi decenni del '900, e ripetuta solo 3 o 4 volte, con una sola ascensione invernale. La via presenta passi continui con grado di difficoltà di IV grado, e tratti di V+; inoltre, si sviluppa su una roccia estremamente friabile, soggetta a numerosi crolli, il che l'ha sempre resa una via estremamente pericolosa. L'ultima salita di questa via si ebbe all'inizio degli anni ottanta, quando P. Merelli e socio la percorsero in prima invernale; da allora la via viene considerata impraticabile.

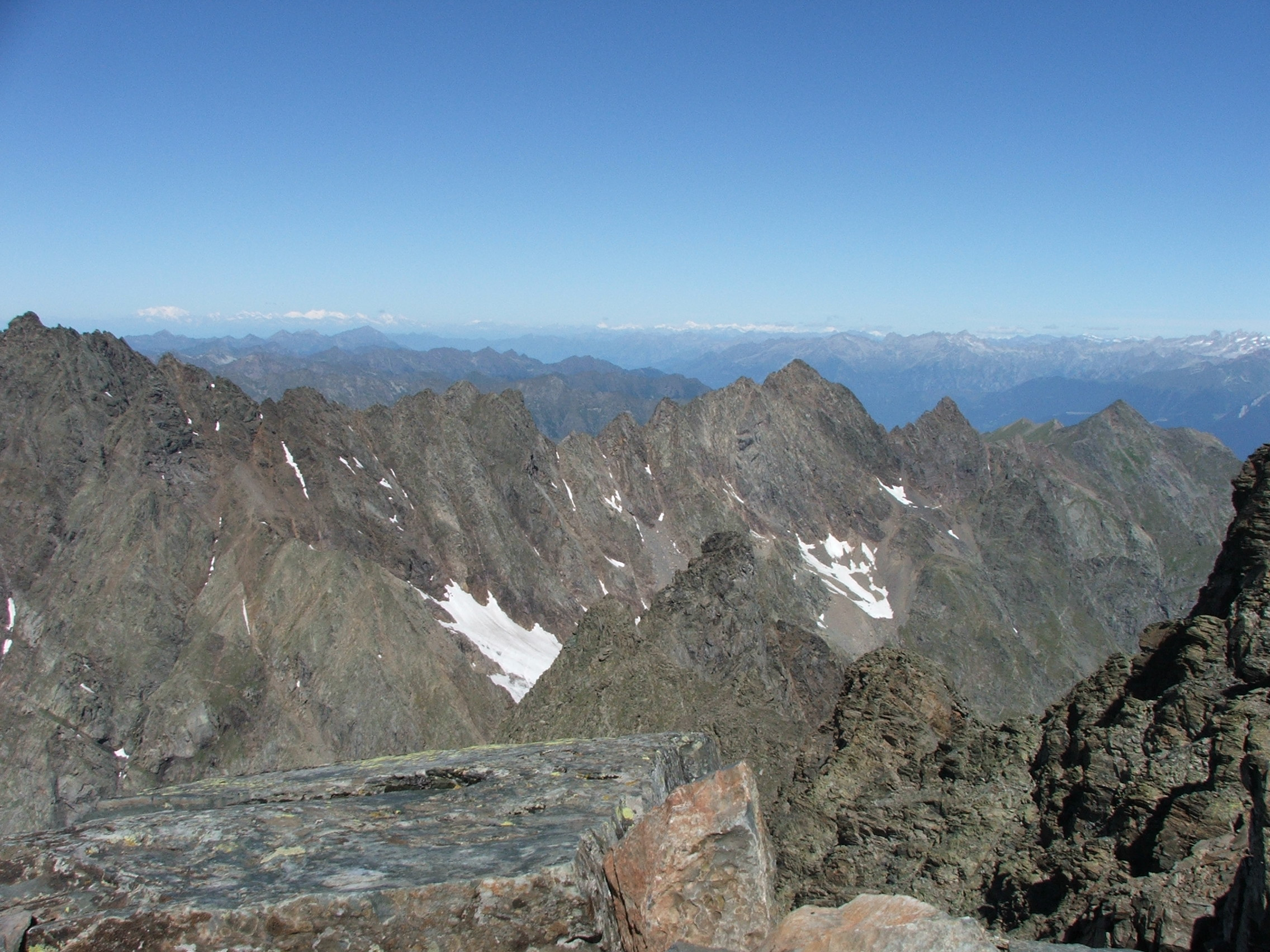
Dente di Coca